# Pseudomorfosi

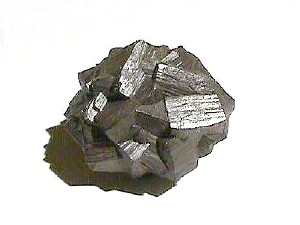
Un esempio di pseudomorfosi: goethite su pirite.

In mineralogia si definisce pseudomorfosi (pronuncia: "pseudomorfòsi") l'esistenza di un minerale con la forma esterna di un'altra specie mineralogica.
Se un minerale viene modificato ad un livello tale da cambiare completamente la sua struttura o la sua forma cristallina, mantenendo comunque la sua composizione chimica originale, viene chiamato pseudomorfo (parola che deriva dal greco ψεύδος pséudos = falsa, e μορφή morfé = forma).
La composizione chimica di uno pseudomorfo è quella di una specie minerale, mentre la forma esterna e la struttura corrispondono a quella di un altro minerale.
La limonite, di formula FeO-OH-nH2O, ad esempio, può assumere l'aspetto della pirite, di formula FeS2,  conservando la composizione chimica della limonite,.
Un tale cristallo viene definito pseudomorfo di limonite su pirite.
Gli pseudomorfi vengono ulteriormente definiti a seconda della modalità di formazione:
1. per sostituzione. In questo tipo di pseudomorfo vi è una graduale rimozione del materiale originale e una sostituzione simultanea e corrispondente da parte di un'altra composizione senza che vi siano reazioni chimiche fra le due.
Un esempio comune è la sostituzione delle fibre di legno da parte della silice per formare il legno pietrificato.
Un altro esempio è il quarzo che sostituisce la fluorite, di formula CaF2.
2. per incrostazione. In questo tipo di pseudomorfosi si ha la formazione di una crosta di un minerale al di sopra di un altro.
Un esempio comune è il quarzo che incrosta cubi di fluorite. La fluorite può successivamente essere rimossa dalle soluzioni ma la sua iniziale presenza è indicata dal calco lasciato nel quarzo.
3. per alterazione. In questo tipo di pseudomorfo vi è stata solo una parziale aggiunta di materiale nuovo, o una rimozione parziale del materiale originale.

La trasformazione dell'anidrite, di formula CaSO4, in gesso, di formula CaSO4- 2HCaSO2O, e la trasformazione della galena, di formula PbS, in anglesite, di formula PbSO4, sono esempi di pseudomorfi per alterazione. In questi pseudomorfi si può talvolta conservare un nucleo non trasformato del minerale originale.